# Jay Williams
Pour les articles homonymes, voir Williams.
Jason David « Jay » Williams (né le 10 septembre 1981 à Plainfield, New Jersey), est un ancien joueur américain de basket-ball et actuel consultant de ESPN. Bien que son véritable prénom soit Jason, il demanda à ce qu'on l'appelle « Jay » lorsqu'il arriva en NBA en 2002, afin qu'on ne le confonde pas avec ses homonymes Jason Williams et Jayson Williams. Il mesure 1,88 mètre et évolue au poste de meneur.

## Carrière
Williams n'excelle pas seulement en basket-ball, mais il pratique également lors de sa jeunesse le football et le volleyball. Il intègre l'université Duke, où il est nommé dès sa première année « rookie de l'année » de l'Atlantic Coast Conference avec des statistiques de 14,5 points, 6,5 passes décisives et 4,2 rebonds par match. Il mène les Devils au titre de champion NCAA 2001 terminant meilleur marqueur du tournoi avec 25,7 points par match. Williams, est alors considéré comme le meilleur joueur universitaire du pays, remportant le Naismith Award et le John R. Wooden Award de meilleur joueur universitaire en 2002. Il accomplit ses performances en seulement trois années, tout en étant diplômé de sociologie en 2002. Il quitte Duke avec un total de 2079 points inscrits en carrière, le 6e score de l'histoire de l'université, son maillot numéro 22 étant retiré.
Williams est sélectionné par les Bulls de Chicago au second rang de la draft 2002, derrière le Chinois Yao Ming.
Il dispute lors cette année-là avec l'équipe américaine le championnat du monde 2002.
Il devient titulaire lors de la saison 2002-2003. Bien que ses performances soient fluctuantes et qu'il doive partager son temps de jeu avec Jamal Crawford, il réalise des performances prometteuses comme un triple-double réalisé face à l'équipe de sa ville natale, les Nets du New Jersey.

### L'accident de moto
Le 19 juin 2003, Williams est victime d'un grave accident de moto à Chicago. Williams ne portait pas de casque et ne possédait pas de licence pour pouvoir conduire dans l'Illinois et viole alors les termes de son contrat en conduisant une moto. Williams se sectionne un nerf de la jambe, se fracture le bassin, le tibia et subit une rupture des ligaments du genou gauche. Une semaine plus tard, les Bulls sélectionnent lors de la draft 2003 le meneur Kirk Hinrich afin de pouvoir compenser son absence. Il est finalement remercié le 17 février 2004, après qu'il fut confirmé que Williams ne pourrait pas rejouer pour les Bulls avant longtemps. Les Bulls auraient pu refuser de payer Williams, puisqu'il avait violé les termes de son contrat qui stipulait qu'il lui était interdit de conduire une moto, mais ils lui versèrent la somme de 3 millions de dollars. À cette époque, il n'était pas sûr qu'il puisse rejouer un jour au basket-ball, bien qu'il tentât tout pour le faire. Durant cette période de rééducation, il devient consultant pour CBS Sports pour des matchs de basket universitaire et de lycée.

### Retour au basket-ball
Sa volonté laissait supposer que l’on pourrait le revoir un jour sur un parquet. L’histoire était belle lorsqu’en 2006, les Nets, poussés par leur Assistant Coach, Bill Cartwright, qui n'est autre que l'ancien coach des Bulls, lui propose un contrat de 10 jours afin d'évaluer son niveau lors de la Summer League. 
Un come-back en NBA, dans sa ville natale ; une belle récompense pour ces trois longues années de rééducation. Cependant, le 22 octobre, New Jersey s’en sépare peu de temps avant le lancement de la saison NBA, préférant faire signer le rookie Marcus Williams.
Sans doute encore un peu juste pour un retour dans la grande ligue, il tente alors l’aventure en NBA Development League, avec les Austin Toros, mais une blessure l’écarte de nouveau des terrains pour un moment, charge que Austin ne peut assumer, il est donc évincé le 30 décembre 2006.
Il annonce alors qu'il n'a pas d'autres perspectives pour le moment et qu'il collabore avec l'entreprise '24 Hour Fitness', pour des discours de motivation et travaille comme consultant pour l'émission 'CBS College Sports Network' lors du tournoi NCAA 2008.
En 2009, Williams a été engagé par ESPN en tant que consultant pour les matchs de basket-ball universitaire.